# Strongylophthalmyia immaculata
Strongylophthalmyia immaculata är en tvåvingeart som beskrevs av Willi Hennig 1940. Strongylophthalmyia immaculata ingår i släktet Strongylophthalmyia och familjen långbensflugor. Inga underarter finns listade i Catalogue of Life.